# Rose Friedman
 (septembre 2018).
Si vous disposez d'ouvrages ou d'articles de référence ou si vous connaissez des sites web de qualité traitant du thème abordé ici, merci de compléter l'article en donnant les références utiles à sa vérifiabilité et en les liant à la section « Notes et références ».
Rose Director Friedman, née Rose Director à Staryi Chortoryisk (actuellement en Ukraine) en décembre 1911[réf. nécessaire] et morte le 18 août 2009 à Davis en Californie aux États-Unis, est une économiste américaine.

## Biographie
Elle fut l'épouse de Milton Friedman, « prix Nobel » d'économie 1976. C'est également la sœur d'Aaron Director, professeur de droit reconnu à l'université de Chicago. Elle naquit dans une famille juive en Russie, dans la région de Staryi Chortoryisk (en), actuellement située en Ukraine. Elle fuit le pays en butte à l'antisémitisme et trouva refuge avec sa famille aux États-Unis.
Elle étudia au Reed College puis à l'université de Chicago où elle fut diplômée en philosophie. Elle y commença une thèse de doctorat qu'elle ne finit jamais. Elle écrivit plusieurs articles avec Dorothy Brady dans lesquelles elles justifièrent une vision keynésienne de la consommation. Elle rejoignit à cette époque le National Resources Committee.
Elle épousa en 1938 Milton Friedman, lui aussi d'origine juive d'Europe de l'Est. Elle s'associa régulièrement à son travail et écrivit avec lui deux ouvrages, Free to choose (La liberté du choix, 1980) et La tyrannie du statu quo. Elle prit également un grand rôle dans la réalisation de la série télévisée diffusée sur PBS, Free to Choose. En 1998, elle publia avec son mari ses mémoires, intitulés Two Lucky People.
Ils fondèrent en 1996 la fondation Milton & Rose Friedman, pour promouvoir le chèque éducation et la liberté de choix en matière d'éducation.